# 31 ديسمبر
- السبت
- الأحد
- الاثنين
- الثلاثاء
- الأربعاء
- الخميس
- الجمعة

- 298 جمادى الآخرة 1447  هـ
- 309 جمادى الآخرة 1447  هـ
- 110 جمادى الآخرة 1447  هـ
- 211 جمادى الآخرة 1447  هـ
- 312 جمادى الآخرة 1447  هـ
- 413 جمادى الآخرة 1447  هـ
- 514 جمادى الآخرة 1447  هـ
- 615 جمادى الآخرة 1447  هـ
- 716 جمادى الآخرة 1447  هـ
- 817 جمادى الآخرة 1447  هـ
- 918 جمادى الآخرة 1447  هـ
- 1019 جمادى الآخرة 1447  هـ
- 1120 جمادى الآخرة 1447  هـ
- 1221 جمادى الآخرة 1447  هـ
- 1322 جمادى الآخرة 1447  هـ
- 1423 جمادى الآخرة 1447  هـ
- 1524 جمادى الآخرة 1447  هـ
- 1625 جمادى الآخرة 1447  هـ
- 1726 جمادى الآخرة 1447  هـ
- 1827 جمادى الآخرة 1447  هـ
- 1928 جمادى الآخرة 1447  هـ
- 2029 جمادى الآخرة 1447  هـ
- 211 رجب 1447  هـ
- 222 رجب 1447  هـ
- 233 رجب 1447  هـ
- 244 رجب 1447  هـ
- 255 رجب 1447  هـ
- 266 رجب 1447  هـ
- 277 رجب 1447  هـ
- 288 رجب 1447  هـ
- 299 رجب 1447  هـ
- 3010 رجب 1447  هـ
- 3111 رجب 1447  هـ
- 112 رجب 1447  هـ
- 213 رجب 1447  هـ

31 ديسمبر أو 31 كانون الأوَّل أو يوم 31 \ 12 (اليوم الحادي والثلاثون من الشهر الثاني عشر) هو اليوم الخامس والستون بعد الثلاثمائة (365) من السنوات البسيطة، أو السادس والستون بعد الثلاثمائة (366) في السنوات الكبيسة، وفقًا للتقويم الميلادي الغربي (الغريغوري). يُعرف هذا اليوم حول العالم بِليلة رأس السنة، وهو آخر أيام السنة ويليه اليوم الأوَّل من السنة الجديدة.

## أحداث
- 1097 - حاكم دمشق دقاق بن تتش يقوم بمحاولة لنجدة أنطاكية المحاصرة من قبل الصليبيين.
- 1600 - تأسيس شركة الهند الشرقية وذلك في عهد الملكة إليزابيث الأولى، وقد احتكرت هذه الشركة التجارة بين إفريقيا وآسيا وأمريكا الشمالية، وقد واصلت نشاطها حتى حلت سنة 1874.
- 1857 - فيكتوريا ملكة المملكة المتحدة تختار مدينة أوتاوا في أونتاريو عاصمة لكندا.
- 1909 - افتتاح جسر مانهاتن في نيويورك والذي يصل بين «باولي» و«كانال ستريت» في «شينتاون» و«فلا تبوش أفينيو» في بروكلين.
- 1912 - الإيطاليون يحتلون مدينة سرت في ليبيا.
- 1945 - الرئيس الأمريكي هاري ترومان يعلن نهاية الحرب العالمية الثانية.
- 1946 - جلاء القوات العسكرية الأجنبية نهائيًا عن لبنان.
- 1947 -
  - عصابات هاجاناه ترتكب مجزرة بحق سكان بلدة الشيخ أدت إلى مقتل العديد من النساء والأطفال، وبلغت حصيلة القتلى ما يقارب 600 فلسطيني.
  - رفع قضية كشمير المتنازع عليها بين باكستان والهند إلى الأمم المتحدة.
- 1955 - شركة جنرال موتورز تصبح أول شركة أمريكية تحقق أرباحًا تفوق المليار دولار أمريكي.
- 1961 - تأسيس الصندوق الكويتي للتنمية الاقتصادية العربية كمؤسسة كويتية لتوفير وإدارة المساعدة المالية والتقنية للدول النامية.
- 1977 - الشيخ جابر الأحمد الصباح يتولى الحكم في الكويت خلفًا للشيخ صباح السالم الصباح.
- 1984 - الولايات المتحدة تنسحب من منظمة التربية والثقافة والعلوم (يونسكو).
- 1999 -
  - الرئيس الروسي بوريس يلتسن يستقيل من منصبه، والسلطات الرئاسية تنتقل إلى رئيس الوزراء فلاديمير بوتين وذلك حتى إجراء الانتخابات الرئاسية.
  - الحكومة الأمريكية تسلم إدارة قناة بنما إلى الحكومة البنمية.
- 2006 - المملكة المتحدة تسدد آخر قسط من ديونها منذ الحرب العالمية الثانية للولايات المتحدة.
- 2015 - اندلاع حريق ضخم في فندق العنوان داون تاون في مدينة دبي.
- 2016 - جريدة السفير اللبنانية تغلق أبوابها وتتوقف عن الصدور بنسختها الورقية، بعد 43 سنة من صدورها.
- 2019 - ميليشيات موالية لإيران تقتحم السفارة الأمريكيَّة في بغداد ردًا على الضربة الجويَّة على معسكراتٍ لِلحشد الشعبي وكتائب حزب الله العراق.

## مواليد
- 695 - محمد بن القاسم الثقفي، قائد عسكري مسلم.
- 1378 - كاليستوس الثالث، بابا الكنيسة الرومانية الكاثوليكية.
- 1491 - جاك كارتييه، مستكشف فرنسي.
- 1514 - أندرياس فيزاليوس، طبيب جراح وعالم تشريح فلمنكي.
- 1738 - تشارلز كورنواليس، عسكري بريطاني.
- 1763 - بيير تشارلز فيلنوف، نائب أمير الأسطول الفرنسي.
- 1813 - هنري بينز جونز، طبيب إنجليزي.
- 1815 - جورج ميد، قائد عسكري أمريكي.
- 1830 - الخديوي إسماعيل، خامس حكام مصر من الأسرة العلوية.
- 1869 - هنري ماتيس، رسام فرنسي.
- 1880 - جورج مارشال، سياسي أمريكي حاصل على جائزة نوبل للسلام عام 1953.
- 1898 -
  - إبراهيم ناجي، شاعر مصري.
  - أم كلثوم، مغنية مصرية.
- 1905 - هنري فوندا، ممثل أمريكي.
- 1919 - رحمت مصطفوي محامي وصحفي وكاتب إيراني.
- 1929 - خسرو شاهاني، صحفي وقصصي إيراني.
- 1934 - إبراهيم السلقيني، عالم مسلم سوري.
- 1935 - سلمان بن عبد العزيز آل سعود، ملك المملكة العربية السعودية.
- 1936 - يسطس أكينبايو أكينسانيا، ممرض وباحث بريطاني.
- 1937 -
  - أنتوني هوبكنز، ممثل بريطاني أمريكي.
  - أفرام هيرشكو، طبيب وعالم كيمياء إسرائيلي حاصل على جائزة نوبل في الكيمياء عام 2004.
- 1941 - أليكس فيرغسون، لاعب ومدرب كرة قدم اسكتلندي.
- 1943 -
  - بن كينغسلي، ممثل بريطاني.
  - جون دنفر، مغني وكاتب أغاني أمريكي.
- 1945 - فوزية عارف، ممثلة عراقية.
- 1948 - دونا سمر، مغنية أمريكية.
- 1950 - صلاح رشوان، ممثل مصري.
- 1959 -
  - عبد الناصر الزاير، ممثل سعودي يعمل في الكويت.
  - فال كيلمر، ممثل أمريكي.
- 1960 -
  - ستيف بروس، لاعب ومدرب كرة قدم إنجليزي.
  - فايزة كمال، ممثلة مصرية.
  - وفيق الزعيم، ممثل سوري.
- 1961 -
  - غادة الشمعة، ممثلة سورية.
  - كتايون رياحي، ممثلة إيرانية.
- 1965 -
  - نيكولاس سباركس، كاتب أمريكي.
  - غونغ لي، ممثلة صينية.
  - توني دوريغو، لاعب كرة قدم إنجليزي.
- 1969 - خافيير مانخارين، لاعب كرة قدم إسباني.
- 1975 - ميلاد يوسف، ممثل سوري.
- 1977 - ساي، مغني وفنان ترفيهي كوري جنوبي.
- 1978 - عمرو مصطفى، مغني وملحن مصري.
- 1979 - أحمد الشريف، مغني تونسي.
- 1982 - كريغ غوردون، لاعب كرة قدم اسكتلندي.
- 1984 - فهد الرشيدي، لاعب كرة قدم كويتي.
- 1985 - أيمن حفني، لاعب كرة قدم مصري
- 1995 - غابريلا دوغلاس، لاعبة جمباز أمريكية.

## وفيات
- 192 - كومودوس، سادس الأباطرة الأنطونيين الرومان.
- 335 - سلفستر الأول، بابا الكنيسة الكاثوليكية الثالث والثلاثون.
- 914 - ابن حوشب، داعية إسماعيلي.
- 1164 - أوتوكار الثالث، حاكم شتايرمارك.
- 1293 - الأشرف صلاح الدين خليل، ثامن سلاطين المماليك البحرية.
- 1462 - ابن الديري، فقيه حنفي وقاضي وشاعر مَقدَسي.
- 1483 - جون ويكليف، لاهوتي ومترجم إنجليزي.
- 1679 - جيوفاني بورلي، فيزيائي ورياضي إيطالي.
- 1719 - جون فلامستيد، عالم فلك إنجليزي.
- 1872 - ألكسس كيفي، مؤلف وروائي فنلندي.
- 1877 - غوستاف كوربيه، رسام فرنسي.
- 1889 - أيون كريانغا، كاتب قصص قصيرة روماني.
- 1905 - عباس الأعسم، فقيه جعفري وشاعر عراقي.
- 1936 - ميجيل دي أونامونو، كاتب وفيلسوف إسباني.
- 1971 - فيكرام سرابهاي، عالم فيزياء هندي.
- 1975 - سلطان بن سعود بن عبد العزيز آل سعود، أمير سعودي.
- 1977 - صباح السالم الصباح، أمير دولة الكويت الثاني عشر.
- 1980 - مارشال ماكلوهان، كاتب كندي.
- 1986 - عمر فتحي، مطرب وممثل مصري.
- 1987 - حسين حسن نصر الله، عسكري وضابط شرطة لبناني.
- 1993 - زفياد جامساخورديا، رئيس جورجيا الأول.
- 1999 -
  - أبو الحسن الندوي، علامة وكاتب إسلامي ومؤسس المجمع العلمي الإسلامي في الهند.
  - إليوت ريتشاردسون، سياسي أمريكي.
- 2000 - ثابت ثابت، سياسي فلسطيني.
- 2004 - جيرارد ديبرو، اقتصادي فرنسي حاصل على جائزة نوبل في العلوم الاقتصادية عام 1983.
- 2006 - سيمور مارتن ليبست، عالم اجتماع سياسي أمريكي.
- 2007 -
  - جمال بدوي، كاتب ومؤرخ مصري.
  - ماركو بلتولا، موسيقي وممثل فنلندي.
  - إيتوري سوتزاس، مهندس معماري ومصمم إيطالي.
- 2008 - إحسان القلعاوي، ممثلة مصرية.
- 2009 - رشيدي كاواوا، سياسي ورجل دولة تنزاني.
- 2012 - طارق المكي، رجل أعمال تونسي.
- 2018 - جميل علي حسن، شاعر سوري.
- 2019 - شهلا رياحي، ممثلة ومخرجة إيرانية.
- 2021 - فرد كون، لاعب كرة قدم أمريكي.
- 2021 - جابر عصفور، كاتب وأكاديمي ووزير سابق.
- 2022 - بندكت السادس عشر البابا الخامس والستون بعد المئتين في الكنيسة الكاثوليكية.
- 2024 - بشير الديك، مُخرج مصري.

## أعياد ومناسبات
- ليلة رأس السنة.

## وصلات خارجية
- وكالة الأنباء القطريَّة: حدث في مثل هذا اليوم.
- النيويورك تايمز: حدث في مثل هذا اليوم.
- BBC: حدث في مثل هذا اليوم.